# La Nueva Rosita, Veracruz
La Nueva Rosita är en ort i Mexiko.   Den ligger i kommunen Minatitlán och delstaten Veracruz, i den sydöstra delen av landet, 500 km öster om huvudstaden Mexico City. La Nueva Rosita ligger 12 meter över havet och antalet invånare är 107.
Terrängen runt La Nueva Rosita är platt, och sluttar västerut. Runt La Nueva Rosita är det ganska glesbefolkat, med 29 invånare per kvadratkilometer. Närmaste större samhälle är Hidalgotitlán, 14,5 km nordväst om La Nueva Rosita. Omgivningarna runt La Nueva Rosita är en mosaik av jordbruksmark och naturlig växtlighet.